# العلاقات المارشالية الكرواتية
العلاقات المارشالية الكرواتية هي العلاقات الثنائية التي تجمع بين جزر مارشال وكرواتيا.

## مقارنة بين البلدين
هذه مقارنة عامة ومرجعية للدولتين:
| وجه المقارنة                                              | جزر مارشال                     | كرواتيا                                                  |
| --------------------------------------------------------- | ------------------------------ | -------------------------------------------------------- |
| المساحة (كم2)                                             | 181                            | 56.59 ألف                                                |
| عدد السكان (نسمة)                                         | 53.13 ألف                      | 4.11 مليون                                               |
| الكثافة السكانية (ن./كم²)                                 | 29.35 ألف                      | 72.63                                                    |
| العاصمة                                                   | ماجورو                         | زغرب                                                     |
| اللغة الرسمية                                             | لغة إنجليزية، اللغة المارشالية | اللغة الكرواتية                                          |
| العملة                                                    | دولار أمريكي                   | كونا كرواتية                                             |
| الناتج المحلي الإجمالي (بليون دولار)                      | 199.40 مليون                   | 54.85 مليار                                              |
| الناتج المحلي الإجمالي (تعادل القوة الشرائية) بليون دولار | 207.25 مليون                   | 94.64 مليار                                              |
| الناتج المحلي الإجمالي الاسمي للفرد دولار أمريكي          | 3.38 ألف                       | 11.54 ألف                                                |
| الناتج المحلي الإجمالي للفرد دولار أمريكي                 | 3.80 ألف                       | 21.64 ألف                                                |
| مؤشر التنمية البشرية                                      |                                | 0.818                                                    |
| رمز المكالمات الدولي                                      | +692                           | +385                                                     |
| رمز الإنترنت                                              | .mh                            | .hr                                                      |
| المنطقة الزمنية                                           | ت ع م+12:00                    | توقيت وسط أوروبا، ت ع م+01:00، ت ع م+02:00، أوروبا/زغرب ‏ |

## منظمات دولية مشتركة
يشترك البلدان في عضوية مجموعة من المنظمات الدولية، منها:
| علم المنظمة | اسم المنظمة                   | تاريخ انضمام جزر مارشال | تاريخ انضمام كرواتيا |
| ----------- | ----------------------------- | ----------------------- | -------------------- |
|             | البنك الدولي للإنشاء والتعمير | 21 مايو 1992            | 25 فبراير 1993       |
|             | يونسكو                        | 30 يونيو 1995           | 1 يونيو 1992         |
|             | الاتحاد الدولي للاتصالات      | 22 فبراير 1996          | 3 يونيو 1992         |
|             | مؤسسة التمويل الدولية         | 23 سبتمبر 1992          | 25 فبراير 1993       |
|             | منظمة الشرطة الجنائية الدولية | ?                       | ?                    |
|             | الأمم المتحدة                 | 17 سبتمبر 1991          | 22 مايو 1992         |
|             | مؤسسة التنمية الدولية         | 19 يناير 1993           | 25 فبراير 1993       |
|             | منظمة حظر الأسلحة الكيميائية  | ?                       | ?                    |

## وصلات خارجية
- موقع وزارة الخارجية الكرواتية